# Unitat lingüística
Es defineix com a unitat lingüística qualsevol element en què es pot dividir un mot o oració i que és susceptible de ser analitzada per la lingüística. Cada nivell d'anàlisi té la seva unitat mínima, que es combina amb altres del mateix tipus i que es distingeix de la resta d'elements del sistema per un tret distintiu.
En fonètica, el fonema és la unitat mínima i es diferencia a partir dels trets que puguin formar un parell mínim; en morfologia la unitat és el morfema; en la lexicologia el sema; en sintaxi és el sintagma i en nivells superiors la proposició.